# 스비틀라나 타라토리나
스비틀라나 볼로디미리우나 타라토리나(우크라이나어: Світла́на Володи́мирівна Тарато́ріна, 1985년 9월 25일~)는 우크라이나의 작가, 광고 기획자, 언론인이다.

## 생애
아버지는 러시아인 지방 행정 관료였으며, 어머니는 우크라이나어와 문학을 가르치는 교사였다. 타라토리나의 아버지는 흐루쇼프 집권기인 1964년 이주정책에 의해 러시아에서 크림반도로 이주한 러시아인의 자녀이다. 스탈린 집권 시기 크림반도에 있던 타타르인들과 기타 민족들을 추방하고 러시아인들을 이주시켰으나 타타르인들의 추방으로 인해 지역 경제가 둔화되자 이후 소련 중앙 정부에 의해 남부 우크라이나인들의 이주가 장려되었다. 이러한 배경에서 그의 어머니는 비니첸코 주립 교육 대학교에서 교육학을 전공하고 크림반도로 이주하였다. 타라토리나는 2002년에 학업을 위해 키이우로 이주했고, 크림에서 거주하던 가족들도 러시아의 크림반도 합병 이후 키이우로 이주하였다.

## 참고 문헌
- Валерія Радзієвська (2021년 5월 11일). “"На вокзалі побачила триколор. Прикордонники поставили в паспорт штамп "Джанкой, Российская Федерация"”. 《Газета по-українськи》 (우크라이나어). 2024년 3월 29일에 확인함.